# Onobrychis ptolemaica
Onobrychis ptolemaica är en ärtväxtart som först beskrevs av Alire Raffeneau Delile, och fick sitt nu gällande namn av Dc. Onobrychis ptolemaica ingår i släktet esparsetter, och familjen ärtväxter. Inga underarter finns listade i Catalogue of Life.